# Gfranq
Gfranq.com — ныне не существующий онлайн-сервис, сочетавший в себе функции редактора фотографий и социальной сети, ориентированной на хранение, просмотр и обмен фотоизображениями. В основе сервиса лежала идея предоставления простых инструментов для редактирования фотографий любого формата. С помощью Gfranq можно было обрабатывать изображения размером до 2400х2400 пикселей при помощи фильтров, хранить их на собственной странице («пинакотеке»), составлять фотоколлажи, просматривать фотографии по регионам и предпочтениям пользователя, делиться изображениями в социальных сетях и скачивать их в оригинальном качестве.

## История
- Март 2012. Проект Gfranq был создан разработчиком Артёмом Орловым и маркетологом Владой Орловой. Первая версия сайта была запущена 2 марта 2012 года.
- Май 2012. В мае 2012 проект получил посевные инвестиции от ангела-инвестора Игоря Рябенького (Lingualeo, repetitor.ru)[1].
- Сентябрь 2012. В сентябре 2012 года проект зафиксировал 500,000 зарегистрированных пользователей и 5 миллионов сохранённых фотографий.
- Ноябрь 2012. В ноябре веб-версия сервиса полностью изменила интерфейс и стала напоминать по своей структуре успешные мировые фотохостинги, такие как Pinterest. Количество регистраций возросло до 920,000, а количество сохранённых фото — до 8 миллионов.
- Декабрь 2012. Аудитория сервиса - более 1,000,000 зарегистрированных пользователей. Реализована функция составления фотоколлажей. На сайте запущен блог, посвящённый искусству фотографии и творчеству пользователей.
- Май 2018. Домен GFRANQ.COM освбодился и был перерегистрирован третьим лицом.

## Зарубежный аналог
Сервис Gfranq долгое время называли и продолжают называть «Русским Instagram». Проекты схожи в своей основной идее — простые инструменты для обработки фото, фотофильтры. В настоящее время Gfranq является одним из наиболее активно развивающихся ИТ стартапов в России и странах СНГ, наращивая пакет функций.

## Функциональность
Gfranq предоставляет пользователям по всему миру простые инструменты для обработки фото: кроп, поворот, 48 фильтров, имитирующих эффекты плёнки (XPro Film, Lomography, Pro black film и другие) и профессиональный процесс редактирования (Cross process, Basic), шаблоны для составления фотоколлажей. Также при помощи Gfranq можно просматривать фотографии из конкретного региона в ленте «регионы» и по предпочтениям — «избранное». Реализованы такие функции, как оценка фото ("лайк"), добавление понравившихся страниц в избранное ("фолловинг"), комментарии к фото, хештеги. Фотографии можно скачать на компьютер в оригинальном размере, а также поделиться ими в социальных сетях. Gfranq осуществляет прямой постинг фотографий в Facebook, Twitter, ВКонтакте, Flickr, Одноклассники.